# Jaroslav Jutka
Jaroslav Jutka [jaroslau] (* 16. ledna 1941 Bartošovce) je bývalý slovenský fotbalový brankář a sportovní lékař. Oba jeho bratři – starší Václav (1939–2010) i mladší Štefan (* 1947) – byli rovněž prvoligovými fotbalisty.

## Hráčská kariéra
V československé lize chytal za VSS Košice. V nižších soutěžích nastupoval za Slavoj Trebišov.

### Prvoligová bilance
| Ročník          | Zápasy | Góly | Minuty | Nuly | Klub       |
| --------------- | ------ | ---- | ------ | ---- | ---------- |
| I. liga 1963/64 | 1      | 0    | 45     | 0    | VSS Košice |
| CELKEM          | 1      | 0    | 45     | 0    |            |